# Port lotniczy Egilsstaðir
Port lotniczy Egilsstaðir (isl. Egilsstaðaflugvöllur, IATA: EGS, ICAO: BIEG) – islandzki port lotniczy zlokalizowany w mieście Egilsstaðir.

## Linie lotnicze i połączenia
| Linia lotnicza | Kierunek     |
| -------------- | ------------ |
| Icelandair     | 1. Reykjavík |